# Kamil Novák
Kamil Novák (Ostrava, 15 aprile 1967) è un ex cestista ceco, fino al 1992 cecoslovacco.

## Carriera
Ha partecipato ai Campionati europei del 1999.